# Hermann Spirgatis
Johann Julius Hermann Spirgatis (* 28. November 1822 in Königsberg i. Pr.; † 5. November 1899 ebenda) war ein pharmazeutischer Chemiker und Hochschullehrer.

## Leben
Als Sohn eines Apothekers begann Spirgatis an der Albertus-Universität Königsberg zu studieren. 1843 schloss er sich der Corpslandsmannschaft Normannia an, die ihm später die Ehrenmitgliedschaft verlieh. Er wechselte an die Hessische Ludwigs-Universität, wo Justus von Liebig besondere Bedeutung für ihn gewann. Über die Ludwig-Maximilians-Universität München kam er an die Universität Jena, die ihn 1849 zum Dr. phil. promovierte. Er kehrte nach Königsberg zurück und richtete wissenschaftliche Unterrichtskurse für Pharmazeuten ein. Er habilitierte sich 1855 für Chemie und wurde Privatdozent. 1860 erhielt er an der Albertina den Lehrstuhl für Pharmazeutische Chemie.
Spirgatis erwarb sich bedeutende Verdienste um die Neuordnung des Pharmazieunterrichts in Königsberg und beeinflusste die Ausbildung des ost- und westpreußischen Apothekerstandes in hohem Grade. Er begründete aus eigenen Mitteln ein pharmazeutisch-chemisches Laboratorium und füllte damit eine Lücke im naturwissenschaftlichen Unterrichtswesen Königsbergs.
Im Journal für praktische Chemie, in Justus Liebigs Annalen der Chemie, in den Programmschriften der Universität Königsberg und in den Berichten der Münchener Akademie der Wissenschaften veröffentlichte Spirgatis viele Beiträge zur wissenschaftlichen und technischen Chemie. Sie betreffen u. a. die Analyse der Legierungen von Kupfer und Zink, die Konstitution des Scammoniumharzes (von Convolvulus scammonia), das Scammonium, die Schwefelmilch, das Turpetharz, das Vorkommen von Arsen in der antiken Bronze, das Harz von Japomaea simulans, fossile Harze und die Identität des sogenannten unreifen Bernsteins mit Krantzit. Seine Anleitung für die qualitative chemische Analyse erschien in mehreren Auflagen. 
Spirgatis war nicht Mitglied der Deutschen Akademie der Naturforscher Leopoldina. Er steht auf der Kandidatenliste zur Aufnahme in die Akademie aus dem Jahre 1887, wurde aber nicht zum Mitglied gewählt.